# What's Going On (canción de 1971)
«What's Going On» es una canción del artista estadounidense Marvin Gaye, publicada en 1971 en la filial de su discográfica Motown, Tamla. Originalmente inspirada por un incidente de brutalidad policial presenciado por el compositor y cantante de los Four Tops Renaldo "Obie" Benson, la canción fue acreditada como compuesta por Benson, Al Cleveland y Gaye, y producida por el propio Gaye. Sin embargo, Benson diría en alguna ocasión que ofreció a Gaye aparecer como compositor para animarle a grabar y producir el tema.
Por aquel entonces, se unía en Gaye su preocupación social con la que sentía por su hermano, destinado en Vietnam. Berry Gordy, dirigente de Motown, se mostró en principio muy en contra de la inclusión de temas sociales y ecológicos en la música eminentemente bailable de la discográfica. Llegó a decir que «What's Going On» era la peor canción que había escuchado. Gaye tuvo que amenazar con no volver a grabar con Motown a no ser que el tema fuese lanzado como sencillo. Así se hizo, y su éxito permitió que se editara el álbum completo poco después.
La canción, que se centra en los principales acordes de séptima y séptima menor, y se orienta a los sonidos de jazz, góspel, con orquestación de música clásica, fue recibida principalmente como una reflexión sobre los problemas del mundo, convirtiéndose en un clásico que inició la evolución de Gaye desde el puro "sonido Motown" a un material más personal. La canción alcanzaría el primer puesto de la Hot Soul Singles Chart durante cinco semanas, llegando al número dos en la Billboard Hot 100 y vendiendo más de dos millones de copias, convirtiéndose en la segunda canción más exitosa de Gaye para Motown hasta esa fecha.
En 2004, la revista Rolling Stone la eligió como la cuarta mejor canción de todos los tiempos; en su actualización de 2011 de dicha lista la canción se mantuvo en esa posición. También fue incluida en el Rock & Roll Hall of Fame en la lista de las "500 canciones que definieron en rock and roll", junto con otras dos canciones de Gaye. Según el sitio agregador de listas Acclaimed Music, es la 9.ª canción más aclamada por los críticos de todos los tiempos.

## Personal
- Marvin Gaye – voz principal y coros, piano y cajón
- Mel Farr, Lem Barney, Elgie Stover, Kenneth Stover y Bobby Rogers - coros
- Instrumentación: The Funk Brothers y la Orquesta Sinfónica de Detroit
  - Eli Fountain – saxo alto
  - Robert White – guitarra
  - James Jamerson – bajo
  - Chet Forest – batería
  - Eddie "Bongo" Brown – bongos, congas
  - Jack Ashford – percusión